# 限定合理性
限定合理性（げんていごうりせい、英: bounded rationality, 仏: rationalité limitée）とは、合理的であろうと意図するけれども、認識能力の限界によって、限られた合理性しか経済主体が持ち得ないことを表す。これは、1947年にハーバート・サイモンが『Administrative Behavior』で提唱した人間の認識能力についての概念であり、オリバー・ウィリアムソンはこの概念を取引コストに関わる経済学の基礎として据えた。

## 多様な合理性概念
サイモンは、後に、合理性を実質合理性（substantive rationality）と手続き合理性（procedural rationality）とに区別した。オリバー・ウィリアムソンは、合理性に3段階あると唱えている。クリストファー・チャーニアクは、最小合理性（minimal rationality）の概念を唱えた。塩沢由典は、サイモンの限定合理性概念が情報獲得と生体内での情報処理の双方を包含していることを指摘し、ユキュスキュルの機能環を基礎に視野の限界・合理性の限界・働きかけの限界の３項に再構成することを提案している。

### 合理性の強さ
ウィリアムソンによると、合理性には3段階の強さがある。最も強いものは最大化計算ができるという意味の合理性であり、通常のミクロ経済学が仮定しているものである。逆に最も弱いものは有機的合理性と呼ばれるものであり、貨幣、市場、所有権など、誰も計画的にそれを作り出そうとしなかったにもかかわらず発生した制度に関する合理性である。限定合理性はその中間である。
さらに、これらの合理性の外には非合理性がある。取引費用経済学は、新古典派経済学が前提とする強い合理性を否定するが、非合理性を仮定するわけではなく、経済主体が自己の利益を追求すること自体は合理的であろうと意図するという前提から導かれる。合理性が限定されているために、将来が不確実な世界で将来起こりうることを正確には予測できず、かつ経済主体が機会主義的に行動すれば、契約の改定や紛争の調整が必要になり、取引費用を発生させる。この取引費用をいかに節約するかが、取引統御機構の選択に影響する。

## 満足化仮説
限定合理性に基づいてサイモン（1952）は、「経済主体は効用などの目的関数を最大化するのではなく、それについての達成希望水準を設定し、その水準以上の値が達成されれば目的関数の値をさらに改善するための代案を模索することはしない」という仮説を提唱した。これを満足化仮説（satisficing hypothesis）という。